# Frederik Van Lierde
Frederik Van Lierde (1979) è un triatleta belga, campione mondiale Ironman 2013.
Oltre a Kona, Hawaii, è salito sul podio nei più prestigiosi eventi di triathlon. Ha concluso al primo posto nell'Ironman France per tre volte (2011, 2012 e 2013) e nell'Abu-Dhabi International Triathlon per due volte (2011 e 2013).

## Vita privata
Frederik vive in Belgio, è sposato con Sofie e ha due figli, Aaron e Simon. È allenato da Luc Van Lierde.